# El Salero (Aguascalientes)
El Salero es una localidad del estado mexicano de Aguascalientes. Es parte del municipio de Cosío.

## Demografía
| Gráfica de evolución demográfica |
|                                  |

| Censo | Población |
| ----- | --------- |
| 1900  | 327       |
| 1910  | 395       |
| 1921  | 184       |
| 1930  | 248       |
| 1940  | 298       |
| 1950  | 308       |
| 1960  | 402       |
| 1970  | 539       |
| 1980  | 651       |
| 1990  | 802       |
| 2000  | 1 025     |
| 2010  | 1 229     |
| 2020  | 1 540     |